# Wilhelm Lai
Wilhelm Lai (geboren am 17. Januar 1909 in Würzburg; gestorben am 21. September 1943 in München) war ein deutscher Eisendreher und zeitweise Funktionär der Kommunistischen Partei Deutschlands (KPD) sowie Gegner und Opfer des Nationalsozialismus.

## Leben und Wirken
Lai entstammte einer sozialdemokratisch orientierten Arbeiterfamilie aus der oberfränkischen Stadt Pegnitz, wo er im Haus Am Zipser Berg 15 aufwuchs. Seine Geschwister waren Friedrich Johann (geb. 1907 in Würzburg); Georg (geb. 1911 in Pegnitz) und Margarethe (geb. 1914 in Pegnitz). Lai beendet im Jahr 1922 die siebenklassige Volksschule in Pegnitz. Bei Verwandten in Unterfranken begann er eine Lehre zum Tischler, die er jedoch abbrach. Ab 1923 ließ er sich zum Eisendreher ausbilden.
Bereits in jungen Jahren war Lai in Pegnitz dem Deutschen Metallarbeiter-Verband (DMV) beigetreten, für den er zwischen 1924 und 1933 mehrmals die Funktion als Vertrauensmann übernahm. Ab 1925 arbeitete Wilhelm Lai in verschiedenen Funktionen in kommunistischen Jugendorganisationen mit. Er verließ bald nach Abschluss seiner Lehre Pegnitz, ging auf Wanderschaft und war in Chemnitz, Rüsselsheim und in der Nähe von Rüdesheim tätig. Schließlich fand er in Darmstadt eine Anstellung, wo er gewerkschaftlich aktiv blieb. Im Jahr 1931 wurde Lai Mitglied der KPD und der Revolutionären Gewerkschafts-Opposition (RGO). Auch dem Roten Frontkämpferbund (RFB) trat er bei. Wegen Beteiligung an militanten Aktivitäten des Verbandes gegen Nationalsozialisten saß Lai 1931 für vier Monate in Haft. Am 25. Juni 1932 schloss Lai die Ehe mit Maria Rosalia Müller (geb. 1911 in Eberstadt).
Unmittelbar nach der Machtergreifung durch die Nationalsozialisten schloss sich Lai dem kommunistischen Widerstand an. In Darmstadt begann er, den Aufbau der bereits verbotenen KPD im dortigen Martinsviertel in die Wege zu leiten. Von etwa März bis Juni 1933 war Lai Stadtteilleiter der illegalen KPD in Darmstadt. Anfang Juni 1933 wurde er, nachdem seine Tätigkeit entdeckt worden war, für einen Monat im Konzentrationslager Osthofen inhaftiert. Danach emigrierte er im Juli 1933 in die Tschechoslowakei. Die KPD bereitete ihn mit einem vierwöchigen Vorbereitungskurs in Kladno und einem kurzen Lehrgang in Prag für den illegalen Einsatz innerhalb Deutschlands vor. Als Instrukteur und Druckschriftenlieferant für Südbayern führten entsprechende Bemühungen in Deggendorf und Straubing aber nicht zum Erfolg. Im August 1933 konnte er als Kurier, der Pressematerial und verbotene Literatur aus dem tschechoslowakischen Aš nach Deutschland schmuggelte, in Amberg seiner Verhaftung knapp entgehen. Mit dem im tschechischen Exil von der illegalen KPD erhaltenen Auftrag, den kommunistischen Jugendverband in Sachsen wiederzubeleben, lebte er im Oktober 1934 in Leipzig. Im Januar 1935 floh er vor der Polizei nach Prag, wo er sich wegen seines Scheiterns in Sachsen Vorhaltungen von Exil-Funktionären der illegalen KPD ausgesetzt sah. Daraufhin beendete der seine Widerstandstätigkeit für die illegale KPD. Zugleich näherte er sich illegalen Zirkeln der Gruppe Neu Beginnen an.
Der tschechoslowakische Nachrichtendienst nutzte seinen unsicheren Exilstatus und forderte ihn zur Mitarbeit auf. Lai sollte militärische Maßnahmen im deutschen Grenzgebiet und Teilen Bayerns erkunden. Als Agent Z 1519 unternahm er u. a. Fahrten nach München, Nürnberg und Würzburg. Seine mindestens acht Berichte fielen später den Nationalsozialisten in die Hände. Im Januar 1936 setzte er sich in die Schweiz ab und reiste nach kurzem Aufenthalt weiter nach Frankreich. Dank ehemaliger Kriegsgefangener, denen seine Mutter während des Ersten Weltkriegs geholfen hatte, fand Lai in Romilly Arbeit.
Ab Oktober 1936 nahm er auf Seiten der Republikaner am Spanischen Bürgerkrieg teil. Nach dessen Ende floh er nach Romilly zurück, wo er von den französischen Behörden verhaftet wurde. Nach einem vierwöchigen Gefängnisaufenthalt wurde Lai in ein Lager eingewiesen. Bei einer erneuten Verlegung konnte er fliehen und in die Schweiz entkommen, wo ihn Mitglieder der Sozialistischen Partei unterstützten. Im Juli 1941 schoben ihn die Schweizer Behörden nach Frankreich ab. Sein Versuch, sich nach Portugal durchzuschlagen, scheiterte in Spanien, wo er ab 18. Oktober 1941 im Konzentrationslager Miranda de Ebro interniert wurde. Am 16. Oktober 1942 wurde er auf Antrag der Gestapo den deutschen Behörden an der Grenze zum besetzten Frankreich übergeben. Er wurde nach Köln transportiert. Ab 20. November 1942 kam er in Einzelhaft in Fürth. Am 9. Januar 1942 wurde er nach Nürnberg überführt. Am 18. Februar 1943 unternahm Lai einen Suizidversuch. Er wurde gerettet und blieb weiterhin in Haft. Mai/Juni 1943 überführten ihn die NS-Verfolger nach Berlin.
Am 22. Juni 1943 wurde Lai in Berlin vom Volksgerichtshof wegen Hoch- und Landesverrats zum Tode verurteilt. Lai versuchte, eine Wiederaufnahme des Verfahrens zu erreichen. Damit scheiterte er jedoch. Lai wurde nach München überführt und am Nachmittag des 21. September 1943 im Gefängnis München-Stadelheim hingerichtet.

## Sonstiges
Die Spur seines Bruders Georg Lai, der 1940 als Geisel an seiner Stelle als „Schutzhäftling“ in das Konzentrationslager Dachau gebracht wurde, verliert sich im Konzentrationslager Auschwitz.